# William Price
William Frederick Price (Washington, 7 ottobre 1989) è un ex pallavolista statunitense, nel ruolo di opposto.

## Carriera
La carriera di William Price inizia a livello scolastico con la Gaithersburg High School, dove quale gioca per quattro anni; nello stesso periodo entra a far parte delle selezioni giovanili statunitensi, vincendo la medaglia d'argento al campionato nordamericano Under-21 2006. In seguito prosegue la propria carriera a livello universitario, giocando nella NCAA Division I: nel 2006 entra a far parte della squadra della George Mason University, saltando tuttavia la prima stagione; nel 2008 salta nuovamente la stagione per potersi trasferire alla Pennsylvania State University, con la quale raggiunge due Final 4 consecutive e raccoglie diversi riconoscimenti individuali.
Diventa professionista nella stagione 2010-11, giocando nella Volley League greca col Gymnastikos Syllogos Lamia; nell'estate del 2011 viene convocato per la prima volta nella nazionale statunitense maggiore, vincendo la medaglia d'argento alla Coppa Panamericana. Nella stagione seguente gioca nella Ligue A francese con il Gazélec Football Club Olympique Ajaccio.
Dopo una stagione di inattività, nel campionato 2013-14 gioca nella Voleybol 1. Ligi turca con il Konak Belediyesi Gençlik ve Spor Kulübü. Nel campionato successivo gioca invece nella Volleyball League A cinese col Beijing Qiche Nanzi Paiqiu Julebu, venendo premiato come miglior opposto del torneo, nonostante il terzo posto finale.
Ritorna nella massima serie turca nel campionato 2015-16, vestendo però la maglia dell'İstanbul BB per un biennio, al termine del quale lascia la pallavolo giocata.

## Palmarès

### Nazionale (competizioni minori)
- Campionato nordamericano Under-21 2006
- Coppa Panamericana 2011

### Premi individuali
- 2009 - All-America First Team
- 2009 - NCAA Division I: Provo national All-Tournament Team
- 2010 - NCAA Division I: Palo Alto national All-Tournament Team
- 2015 - Chinese Volleyball League: Miglior opposto